# Algutsrums distrikt
Algutsrums distrikt är ett distrikt i Mörbylånga kommun och Kalmar län på centrala Öland. 
Distriktet ligger på Ölands västkust, vid Ölandsbrons fäste på ön. 

## Tidigare administrativ tillhörighet
Distriktet inrättades 2016 och utgörs av socknen Algutsrum i Mörbylånga kommun.
Området motsvarar den omfattning Algutsrums församling hade vid årsskiftet 1999/2000.